# Ciudad Elegida
Ciudad Elegida es un barrio de la ciudad española de Alicante. Según el padrón municipal, cuenta en el año 2022 con una población de 3357 habitantes (1689 mujeres y 1668 hombres).
Esta zona del municipio solicitó en el año 2017 segregarse del barrio Juan XXIII. La Junta de Gobierno del Ayuntamiento, en sesión celebrada el 6 de febrero de 2018, aprobó incorporar el nuevo barrio a la ciudad.

## Localización
Ciudad Elegida limita con el barrio de Juan XXIII y al sur con el de Garbinet.
Asimismo, está delimitado exteriormente, desde el oeste y en el sentido horario, por las avenidas y calles siguientes: Cronista Martínez Morella, Pintor Antonio Amorós, Castalla y Antonio Ramos Carratalá.

## Antecedentes
Las viviendas de esta zona se construyeron entre los años sesenta y setenta del siglo XX, dentro de los planes de desarrollo de la época. En un principio, bajo la denominación de Ciudad Elegida Juan XXIII y, posteriormente, como Juan XXIII primer sector.

## Población
Según el padrón municipal de habitantes de Alicante, la evolución de la población del barrio, desde su creación hasta el año 2022, tiene los siguientes números:
|              | 2018 | 2019   | 2020  | 2021  | 2022   |
| ------------ | ---- | ------ | ----- | ----- | ------ |
| Población    | 2907 | 3185   | 3265  | 3228  | 3357   |
| (Diferencia) |      | (+278) | (+80) | (-37) | (+129) |